# パネルティアストーリー ケルンの大冒険
『パネルティアストーリー ケルンの大冒険』（パネルティアストーリー ケルンのだいぼうけん）は、1997年2月28日に翔泳社から発売されたセガサターン專用のRPG。パッケージのキャッチコピーは「君がつくる、自由な冒険世界。」。

## 登場人物
ケルン
声 - 井上喜久子
流れ星の精
声 - 八奈見乗児
妖精ティラ
声 - 大野まりな
妖精ルーチェ
声 - 永島由子
ケーモネカ
声 - 川津泰彦
シュタイナー
声 - 今村直樹
ダークドラゴン
声 - 風間信彦
青年
声 - 小林哲夫